# Amina J. Mohammed
Amina J. Mohammed (sinh ngày 27 tháng 6 năm 1961) là nữ chính trị gia người Nigeria. Hiện tại, bà là Phó Tổng Thư ký Liên Hợp Quốc.

## Cuộc đời và gia đình
Amina J. Mohammed đến từ tiểu bang Gombe, đông bắc Nigeria. Cha của bà là bác sĩ thú y người Nigeria, mẹ là y tá người Anh. Bà là con cả trong gia đình có năm người con gái.

## Sự nghiệp
Từ năm 1981-1991, Mohammed làm việc cho công ty xây dựng Archcon Nigeria. Năm 1991, bà thành lập công ty liên ngành Afri-Projects Consortium.
Từ năm 2002-2005, Mohammed điều phối chương trình hành động "Task Force on Gender and Education" trong khuôn khổ dự án Mục tiêu Thiên niên kỷ của Liên Hợp Quốc (Millennium Development Goals, MDG).
Mohammed từng tham gia giảng dạy chương trình thạc sĩ Thực hành Phát triển tại Đại học Colombia, và là người sáng lập/CEO của Trung tâm Giải pháp Chính sách Phát triển.
Mohammed làm Bộ trưởng Môi trường của Nigeria từ 2015 đến 2016, thực hiện nhiều chính sách bảo vệ môi trường và phát triển bền vững cho đất nước. Đầu năm 2017, bà từ bỏ chức vụ ở chính phủ Nigeria để đảm nhiệm vai trò Phó Tổng Thư ký Liên Hợp Quốc.
Tại Liên Hợp Quốc, bà Mohammed tập trung vào các lĩnh vực phát triển bền vững, sức khỏe toàn cầu, di dân, biến đổi khí hậu, cũng như việc thực thi Chương trình Nghị sự 2030. Trước đó, bà là cố vấn đặc biệt cho cựu Tổng thư kí Ban Ki-Moon về chương trình phát triển Hậu-2015 của Liên Hợp Quốc.

## Vinh danh
- Nhà Ngoại giao của Năm (2017) - Foreign Policy
- 100 Nhân vật Phi Châu Ảnh Hưởng Nhất (2015, 2016 và 2017) - tạp chí New African
- Những Lãnh tụ Xuất sắc của Thế giới (2015 và 2016) - tạp chí Fortune